# زبان‌های آفریقا

نگاهی کلی به خانواده‌های زبانی که در آفریقا صحبت می‌شوند.

زبان‌های آفریقا به خانواده زبانی بزرگ پرشماری تقسیم می‌شوند:
- نیجر-کنگو یا شاید زبان‌های اطلس-کنگو (بانتو و غیربانتو، حضور مانده و چند گروه دیگر مورد اختلاف است) که در غرب، مرکز، جنوب شرق و جنوب آفریقا رایج هستند.
- زبان‌های آفروآسیایی که در آسیای غربی، شمال آفریقا، شاخ آفریقا و بخش‌هایی از ساحل صحرا پراکنده هستند.
- زبان‌های هندواروپایی در آفریقای جنوبی و نامیبیا (آفریکانس، انگلیسی، آلمانی) رایجند و به عنوان زبان میانجی در مستعمرات پیشین بریتانیا و لیبریا که بخشی از جامعه استعماری آمریکا بود (انگلیسی)، مستعمرات پیشین فرانسه و و بلژیک (فرانسوی)، مستعمرات پیشین پرتغال (پرتغالی)، مستعمرات پیشین ایتالیا (ایتالیایی)، مستعمرات پیشین اسپانیا (اسپانیایی) و مناطق سئوتا، ملیلیه و جزایر قناری (اسپانیایی) نیز به کار می‌روند.
- خانواده‌های گوناگون نیلوصحرایی (وحدت مورد اختلاف است) که از تانزانیا تا اریتره و سودان و از چاد تا مالی گویش می‌شوند.
- زبان‌های آسترونزیایی که در ماداگاسکار سخن گفته می‌شوند.
- زبان‌های خوئی-کوادی که در نامیبیا و بوتساوانا گویش می‌شوند.

علاوه بر این، در آفریقا چندین خانواده کوچک دیگر؛ زبان تک‌خانواده و همچنین کریول‌ها و زبان‌های دسته‌بندی‌نشده وجود دارد. آفریقا همچنین دارای زبان‌های اشاره متنوعی است که بسیاری از آن‌ها تک‌خانواده هستند.
بر اساس بیشتر برآوردها، آفریقا شامل ۱۲۵۰ تا ۲۱۰۰ زبان است، برخی این رقم را تا بیش از سه‌هزار تخمین زده‌اند. نیجریه به تنهایی بیش از ۵۰۰ زبان دارد (مطابق اتنولوگ) و یکی از متمرکزترین تنوع‌های زبانی در جهان در این کشور واقع شده‌است. آفریقا عمده‌ترین قاره چندزبانه در جهان است؛ و افراد بسیاری را می‌توان یافت که نه تنها به زبان‌های مختلف آفریقایی، بلکه یک یا دو زبان اروپایی نیز به روانی تکلم می‌نمایند. با این حال، یکی از تفاوت‌های قابل توجه بین آفریقا و سایر مناطق زبانی یکنواختی نسبی آن است. به استثنای چند مورد، همه زبان‌های آفریقا در چهار دسته اصلی جمع شده‌اند.
در پی استعمار، تقریباً تمام کشورهای آفریقایی زبان‌های رسمی را بکار گرفتند که در خارج از این قاره ریشه داشت، اما این روزها کشورهای متعددی از زبان‌های گوناگون با ریشه بومی (همچون سواحلی) به عنوان زبان رسمی استفاده می‌نمایند. در شماری از کشورها،  انگلیسی و فرانسوی برای برقراری ارتباطات در حوزه عمومی همچون دولت، بازرگانی، آموزش و رسانه‌ها استفاده می‌کنند. عربی،  پرتغالی، آفریکانس (با ریشه هلندی) و مالاگاسی نمونه‌های دیگری از زبان‌های اصولاً غیرآفریقایی هستند که امروزه توسط میلیون‌ها آفریقایی در هر دو حوزه عمومی و خصوصی بکار می‌روند.
حدود ۱۰۰ زبان در آفریقا به‌طور گسترده برای ارتباط میان‌قومی استفاده می‌شوند. در این قاره زبان‌های عربی، سومالیایی، بربری، امهری، اورومو، ایگبو، سواحلی، هوسه، ماندینگ، فولانی و یوروبایی توسط ده‌ها میلیون نفر تکلم می‌شوند. دوازده زنجیره گویشی (که ممکن است تا صد گونه زبانی باشند) توسط ۷۵ درصد و ۱۵ تا توسط ۸۵ درصد از آفریقایی‌ها به عنوان زبان نخست یا دوم تکلم می‌شوند. اگرچه بسیاری از زبان‌های متوسط در رادیو، روزنامه‌ها و آموزش در مدارس ابتدایی مورد استفاده قرار می‌گیرند و برخی از زبان‌های بزرگ زبان ملی محسوب می‌شوند، فقط شمار کمی در سطح ملی رسمی هستند. اتحادیه آفریقا سال ۲۰۰۶ را «سال زبان‌های آفریقایی» اعلام کرده‌است.

## گروه‌های زبانی

نقشه خانواده‌های زبانی، زیرگروه‌های آن‌ها و زبان‌های رایج در آفریقا

بیشتر زبان‌های رایج در آفریقا به یکی از سه خانواده زبانی بزرگ آفروآسیایی، نیلوصحرایی و نیجر-کنگو تعلق دارند.

### زبان‌های آفروآسیایی
زبان‌های آفروآسیایی در سرتاسر شمال آفریقا، شاخ آفریقا، آسیای غربی و بخش‌هایی از ساحل صحرا تکلم می‌شوند. حدود ۳۷۵ زبان آفروآسیایی توسط بیش از ۴۰۰ میلیون نفر تکلم می‌شوند. زیرگروه‌های اصلی آفروآسیایی بربری، چادی، کوشی، اوموتی، مصری و سامی هستند. گسترده‌ترین شاخه خانواده، سامی، (شامل عربی، امهری و عبری) تنها شاخه خانواده است که بیرون از آفریقا نیز گویش می‌شود.
پرسخنگوترین زبان‌ها شامل عربی (سامی)، سومالیایی (کوشی)، بربری (بربری)، هوسه (چادی)، امهری (سامی) و اورومو (کوشی) هستند. از بین خانواده‌های زبانی دنیا که باقی مانده‌اند، آفروآسیایی با وجود زبان‌های اکدی (بین‌النهرین) و مصری باستان دارای طولانی‌ترین تاریخ مکتوب است.

### زبان‌های نیلوصحرایی
زبان‌های نیلوصحرایی شامل صد زبان متمایز هستند. این خانواده پیشنهادی شامل زبان‌هایی از نیل تا شمال تانزانیا، نیجریه و جمهوری دموکراتیک کنگو و در امتداد میانه رودخانه نیجر می‌شود. ارتباط ژنتیکی بین این زبان‌ها به‌طور قطعی اثبات نشده‌است، و در میان زبان‌شناسان، حمایت از آن کم است.
از شناخته‌شده‌ترین زبان‌های نیلوصحرایی زبان کانوری است. زبان‌های این خانواده نواخت‌بر هستند.

### زبان‌های نیجر-کنگو
زبان‌های نیجر-کنگو بزرگترین خانواده زبانی را در غرب آفریقا و از نظر شمار زبان‌ها شاید در جهان تشکیل می‌دهند. یکی از ویژگیهای بارز آن یک سامانه ماهرانه سطح اسمی است. بیشتر زبان‌های این خانواده همچون یوروبایی، ایگبو، اکانی و اوه‌ای نواخت‌بر هستند. یکی از شاخه‌های بزرگ این خانواده بانتو است که در مناطق گسترده‌ای تکلم می‌شود.

### دیگر خانواده‌ها

#### آسترونزیایی
زبان مالاگاسی به خانواده زبان‌های آسترونزیایی تعلق دارد و غربی‌ترین زبان خانواده به‌شمار می‌رود. این زبان، زبان ملی و یکی از زبان‌های رسمی ماداگاسکار است و یکی از گویش‌های آن در مایوت نیز تکلم می‌شود. مالاگاسی با بیش از ۲۰ میلیون سخنگو، یکی از پرسخنگوترین زبان‌های آسترونزیایی است.
اجداد قوم مالاگاسی حدود ۱۵۰۰ سال پیش از جنوب شرق آسیا، به ویژه جزیره بورنئو، به ماداگاسکار مهاجرت کردند. ریشه نحوه ورود آن‌ها به ماداگاسکار همچنان یک راز است، با این حال آسترونزیایی‌ها به فرهنگ دریانوردی معروف هستند.

#### هندواروپایی
آفریکانس یک زبان هندواروپایی است که از هلندی محاوره‌ای هلند جنوبی ریشه گرفته که بیشتر توسط مهاجران هلندی در آفریقای جنوبی امروزی تکلم می‌شود. بیشتر آفریکانس‌زبانان در آفریقای جنوبی ساکنند. در نامیبیا این زبان یک زبان میانجی و در بوتسوانا و زیمبابوه زبان اقلیت حدود ۱۰ هزار نفر است. در کل ۱۵ تا ۲۰ میلیون نفر به این زبان تکلم می‌کنند.
از دوران استعمار زبان‌های هندواروپایی همچون آفریکانس، انگلیسی، فرانسوی، ایتالیایی، پرتغالی و اسپانیایی در بسیاری از کشورها دارای وضعیت رسمی بوده و به‌طور گسترده‌ای تکلم می‌شوند (بیشتر به صورت زبان میانجی). آلمانی نیز مدتی در مستعمرات آلمان از اواخر قرن نوزدهم تا جنگ جهانی اول (که بریتانیا مستعمرات آلمان را اشغال کرد) در آفریقا رسمی بود. با این حال آلمانی هنوز هم در نامیبیا در میان سفیدپوستان تکلم می‌شود. اگرچه وضعیت رسمی خود را در دهه ۱۹۹۰ از دست داد، اما به عنوان یک زبان ملی مطرح شده‌است. زبان‌های هندی همچون گجراتی توسط مهاجران جنوب آسیایی گویش می‌شوند. در دوره‌های تاریخی پیشین، زبان‌های دیگر هندواروپایی را می‌توان در مناطق مختلف قاره یافت، مانند پارسی باستان و یونانی در مصر، لاتین و وندالی در شمال آفریقا و فارسی نوین در شاخ آفریقا.

#### خانواده‌های کوچک
در آفریقا خانواده‌های مختلف دیگری نیز وجود دارد که تعلق آن‌ها به یکی از خانواده‌های بالا اثبات نشده‌است. آن‌ها شامل:
- مانده، حدود ۷۰ زبان، شامل زبان‌های بزرگ مالی و گینه هستند. گاهی جزو خانواده نیجر-کنگو در نظر گرفته می‌شوند.
- اوبانگی، حدود ۷۰ زبان، بیشتر در جمهوری آفریقای مرکزی; شاید نیجر-کنگو باشد
- هوئی، حدود ۱۰ زبان، خانواده اول خویسان رایج در نامیبیا و بوتسوانا
- سانداوه، زبانی تک‌خانواده در تانزانیا، شاید مرتبط با خوئی
- کا، زبانی در جنوب آفریقا
- تو، دو زبان زنده
- هادزا، زبانی تک‌خانواده در تانزانیا
- بانگیمه، زبانی تک‌خانواده در مالی
- جالا، زبانی تک‌خانواده در نیجریه
- لال، زبانی تک‌خانواده در چاد

## زبان‌های رسمی
| آفریکانس | پرتغالی     |
| عربی     | اسپانیایی   |
| انگلیسی  | سواحلی      |
| فرانسوی  | سایر زبان‌ها |

زبان‌های رسمی در آفریقا:

علاوه بر زبان‌های استعماری پیشین انگلیسی، فرانسوی، پرتغالی و اسپانیایی، زبان‌های زیر در سطح ملی آفریقا رسمی هستند:
آفروآسیایی
- عربی در الجزایر، چاد، اتحاد قمر، جیبوتی، مصر، لیبی، موریتانی،[۱۵] مراکش، سومالی،[۱۶] سودان، تونس و زنگبار (تانزانیا)
- بربری در مراکش و الجزایر[۱۷]
- زبان امهری در اتیوپی
- سومالیایی در سومالی، جیبوتی و اتیوپی
- تیگرینیا در اریتره و تیگرای (اتیوپی)

آسترونزیایی
- مالاگاسی در ماداگاسکار

کریول فرانسوی
- کریول سیشلی در سیشل

هندواروپایی
- آفریکانس در آفریقای جنوبی

نیجر-کنگو
- چوایی در مالاوی و زیمبابوه
- قمری در اتحاد قمر
- زبان رواندایی در رواندا
- زبان روندی در بوروندی
- سوتو در لسوتو، آفریقای جنوبی و زیمبابوه
- ستسوانا/تسوانا در بوتسوانا و آفریقای جنوبی
- شونا، سیندبله در زیمبابوه
- زبان سوتوی شمالی در آفریقای جنوبی
- اندبله در آفریقای جنوبی[۱۸]
- سواحلی در تانزانیا، کنیا، رواندا و اوگاندا
- سوازی در اسواتینی و آفریقای جنوبی
- شنگانی در آفریقای جنوبی
- وندا در آفریقای جنوبی
- خوسایی در آفریقای جنوبی
- زولو در آفریقای جنوبی